# زندان چانگی
مجتمع زندان چانگی (به انگلیسی: Changi Prison Complex) که اغلب با عنوان ساده زندان چانگی (Changi Prison) شناخته می‌شود، یک مجموعه زندان در منطقه چانگی در بخش شرقی سنگاپور است. این زندان قدیمی‌ترین و بزرگ‌ترین زندان در این کشور است که مساحتی حدود ۵۰ هکتار (۱۲۰ جریب فرنگی) را دربر گرفته است. زندان چانگی که در سال ۱۹۳۶ افتتاح شد، دارای پیشینه غنی است.
این زندان جهت جایگزینی با زندان قدیمی که در پرلز هیل واقع شده بود، توسط دولت استعماری بریتانیا در سال ۱۹۳۶ ساخته شد. زندان چانگی با هدف جای دادن تعداد زیادی از زندانیان ایجاد شد، زیرا سنگاپور به سرعت در حال رشد بود و برای وفق یافتن با این موضوع، به زندان بزرگتری نیاز داشت. این زندان برای نگهداری ۶۰۰ زندانی طراحی شده بود. در طی جنگ جهانی دوم و پس از سقوط سنگاپور، زندان چانگی به دلیل فعالیت با عنوان اردوگاه اسیران جنگی سربازان متفقین که توسط ژاپنی‌ها اسیر شده بودند، بد آوازه شد. در دوران اشغال این کشور، ژاپنی‌ها از این زندان برای اسکان اسیران جنگی (POW) که در سراسر منطقه آسیا و اقیانوسیه اسیر شده بودند، استفاده کردند. بسیاری از این زندانیان مورد رفتار وحشیانه و کار اجباری قرار گرفتند و تعداد قابل توجهی از زندانیان بر اثر سوءتغذیه، بیماری و بدرفتاری جان باختند.
پس از جنگ، بریتانیا از زندان چانگی برای اسکان زندانیان گروه‌های مختلف از جمله زندانیان سیاسی استفاده کرد. در دهه ۱۹۵۰ و ۱۹۶۰، به خاطر اینکه بسیاری از زندانیان سیاسی به دلیل فعالیت‌های ضداستعماری و ملی‌گرایانه در این زندان نگهداری می‌شدند، زندان چانگی به نماد مبارزه سنگاپور برای استقلال تبدیل شد. این زندان همچنین نقش قابل توجه‌ای در توسعه سنگاپور پس از استقلال ایفا کرد، زیرا تعداد زیادی از زندانیان در صنایع مختلف همچون کشاورزی و ساخت‌وساز مشغول به کار شدند. در دهه ۱۹۷۰ و ۱۹۸۰، زندان چانگی در راستای بهبود امکانات و امنیت، تحت بازسازی و تعمیرات اساسی قرار گرفت. ساختمان‌های جدیدی از جمله یک بلوک با حداکثر امنیت برای زندانیان پرخطر ساخته شد.
زندان چانگی، به عنوان یکی از اجزای حیاتی سیستم عدالت کیفری سنگاپور، همچنان در حال فعالیت باقی ماند. این زندان به دلیل نظم و انضباط سخت‌گیرانه و تأکید بر توانبخشی با تمرکز روی برنامه‌های توانبخشی زندانیان همچون آموزش و کارآموزی حرفه‌ای برای کمک به بازسازی زندگی و ورود دوباره در جامعه پس از آزادی آنها، مشهور است. موزه و عبادتگاه چانگی نیز در نزدیکی زندان واقع شده است.